# Похлёбин
Похлёбин — хутор в Котельниковском районе Волгоградской области, в составе Майоровского сельского поселения. Хутор состоит из 6 улиц и 1 переулка.
Население - 282 (2010)

## История
Дата основания не установлена. Хутор относился к юрту станицы Нагавской Второго Донского округа Земли Войска Донского (с 1870 года - Область Войска Донского). Согласно Списку населённых мест Земли Войска Донского в 1859 году на хуторе Похлёбин имелось 10 дворов, проживало 36 мужчин и 26 женщин. Согласно переписи населения 1897 года на хуторе проживало 129 душ мужского и 146 женского пола. Большинство населения было неграмотным: грамотных мужчин - 32, женщин - 1.
Согласно алфавитному списку населенных мест Области войска Донского 1915 года на хуторе проживали 171 душа мужского и 171 женского пола, имелся хуторской атаман
В 1921 году в составе Второго Донского округа включён в состав Царицынской губернии. С 1928 года - в составе Котельниковского района Сталинградского округа (округ ликвидирован в 1930 году) Нижневолжского края (с 1934 года - Сталинградский край, с 1936 года - Сталинградской области). В 1949 году в связи со строительством Цимлянского водохранилища хутор перенесён чуть выше по склону.
В 1953 году (по другим сведения в 1954 году) Похлёбинский сельский совет был переименован в Захаровский, центр сельсовет перенесён в хутор Захаров. В 1954 году хутор Похлёбин был перечислен в Майоровский сельсовет.

### Вторая мировая война
В первых числах декабря 1942 года вблизи хутора произошло сражение между кавалерийскими соединениями РККА и 6-й танковой дивизией вермахта. Советские войска понесли тяжелое поражение. Немецким солдатам особенно запомнилась атака верблюжьей конницы .

## Физико-географическая характеристика
Хутор расположен в степи, в пределах Ергенинской возвышенности, на берегу залива Цимлянского водохранилища, образовавшегося в нижнем течении реки Аксая Курмоярского. Центр хутора расположен на высоте около 45 метров над уровнем моря. Почвы - тёмно-каштановые солонцеватые и солончаковые.
Через хутор проходит автодорога, связывающая город Котельниково и хутор Весёлый. По автомобильным дорогам расстояние до областного центра города Волгограда составляет 220 км, до районного центра города Котельниково - 17 км. Ближайший населённый пункт, хутор Майоровский, расположен в 6,6 км к югу от хутора Похлёбин
Часовой пояс
Похлёбин, как и вся Волгоградская область, находится в часовой зоне МСК (московское время). Смещение применяемого времени относительно UTC составляет +3:00.

## Население
Динамика численности населения
| 1859 | 1873 | 1897 | 1915 | 2002 |
| ---- | ---- | ---- | ---- | ---- |
| 62   | 104  | 275  | 342  | 282  |

| 2010 |
| ---- |
| 282  |